# آکی هانای
آکی هانای (به ژاپنی: 花井瑛絵؛ زادهٔ ۲۲ نوامبر ۱۹۹۹) یک کشتی‌گیر آزادکار کشور ژاپن است.
از افتخارات وی می‌توان به کسب مدال نقره مسابقات قهرمانی کشتی جهان ۲۰۲۱ اشاره کرد.